# Cheerleader
"Cheerleader"는 자메이카의 가수 OMI의 노래이다.